# Wrestle Kingdom 11
Wrestle Kingdom 11 è stata l'undicesima edizione di Wrestle Kingdom, il principale evento della New Japan Pro-Wrestling. L'evento è ricordato soprattutto per il main event dove Kazuchika Okada mantenne l'IWGP Heavyweight Championship contro Kenny Omega in un incontro durato oltre 45 minuti e valutato 6 stelle dal Wrestling Observer Newsletter, e considerato quindi uno dei migliori incontri degli ultimi tempi.

## Incontri
| Match | Stipulazione                                                       | Durata |
| --- | ------------------------------------------------------------------ | ------ |
| Michael Elgin vince la New Japan Rumble | New Japan Rumble                                                   | 25:13  |
| Tiger Mask W batte Tiger Dark | Single Match                                                       | 6:34   |
| Roppongi Vice (Beretta e Rocky Romero) battono gli Young Bucks (c) | Tag Team Match per l'IWGP Junior Heavyweight Tag Team Championship | 12:57  |
| Los Ingobernables de Japon (Bushi, Evil e Sanada) battono David Finlay Jr., Ricochet e Satoshi Kojima (c), Bad Luck Fale, Hangman Page e Yujiro Takahashi, Jado, Will Ospreay e Yoshi-Hashi | Gauntlet Match per i NEVER Openweight 6-Man Tag Team Championship  | 16:06  |
| Cody batte Juice Robinson | Single Match                                                       | 9:37   |
| Adam Cole batte Kyle O'Reilly (c) | Single Match per il ROH World Championship                         | 10:14  |
| Tomohiro Ishii e Toru Yano battono Guerrillas of Destiny (Tama Tonga e Tanga Loa) (c) e Great Bash Heel (Tomoaki Honma e Togi Makabe)                                                       | Three-Way Tag Match per gli IWGP Tag Team Championship             | 12:24  |
| Hiromu Takahashi batte Kushida (c) | Single Match per l'IWGP Junior Heavyweight Championship            | 16:15  |
| Hirooki Goto batte Katsuyori Shibata (c) | Single Match per il NEVER Openweight Championship                  | 16:17  |
| Tetsuya Naito (c) batte Hiroshi Tanahashi | Single Match per l'IWGP Intercontinental Championship              | 25:25  |
| Kazuchika Okada (c) batte Kenny Omega | Single Match per l'IWGP Heavyweight Championship                   | 46:45  |